# Friedrich Adolf Döhner

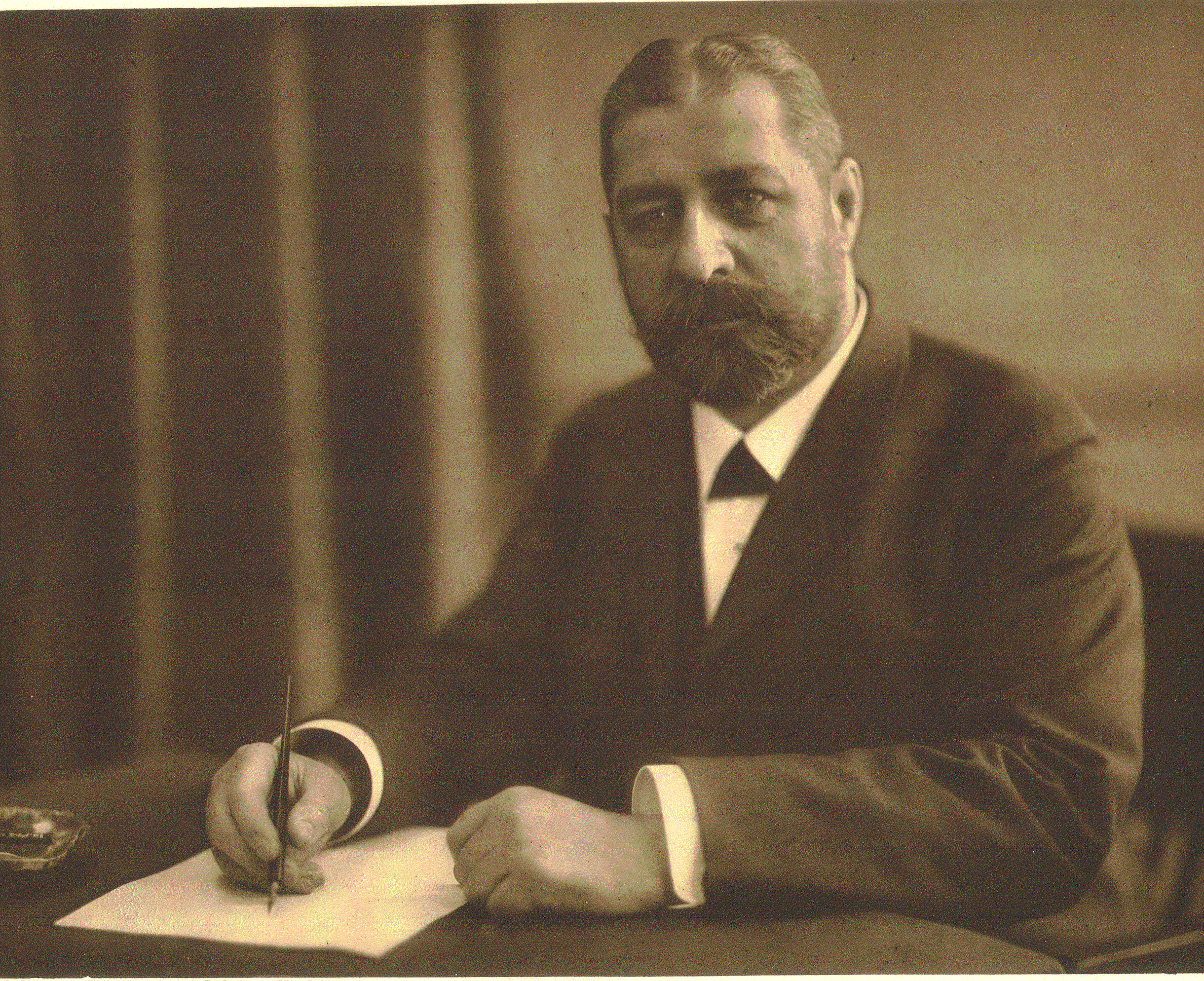
Döhner 1905

Friedrich Adolf Döhner (* 3. Oktober 1847 in Hamburg; † 7. Juni 1922 Alt Ruppin) war ein deutscher Kaufmann und Politiker.

## Leben
Döhner war Kaufmann in Hamburg. Er war im Vorstand der St. Gertrudgemeinde. Döhner wirkte von 1889 bis 1915 als Steuerschätzbürger und war von 1892  bis 1903 Mitglied des Armenhauskollegiums. 
Von 1892 bis 1898 gehörte Döhner der Hamburgischen Bürgerschaft als Mitglied der Fraktion Linkes Zentrum an.